# Cassia Godoy
Cássia Regina Godoy (23 de abril de 1979) é uma jornalista brasileira. É apresentadora do Jornal da CBN, da rádio CBN, ao lado de Milton Jung.

## Biografia
Iniciou a carreira na rádio CBN, onde trabalhou por oito anos como repórter e apresentadora. Atuou como apresentadora na BandNews FM São Paulo., e posteriormente voltou à CBN.
Em 2011 foi finalista do Âncora de Rádio do Troféu Mulher, na categoria repórter de rádio, ficando em segundo lugar.
Em 2017 passou a ser companheira de Carlos Alberto Sardenberg no CBN Brasil.